# Thaíssa Presti
Thaíssa Barbosa Presti de Lima (* 7. November 1985 in São Paulo) ist eine brasilianische Leichtathletin, die sich auf den Sprint spezialisiert hat.

## Biografie
Presti wurde 2007 brasilianische Meisterin über 200 Meter und gewann im selben Jahr bei den Südamerikameisterschaften über 100 und 200 Meter die Bronzemedaille. Ein Jahr später war sie bei den Olympischen Spielen 2008 in Peking Teil der brasilianischen Staffel über 4-mal 100 Meter. Gemeinsam mit Rosemar Coelho Neto, Lucimar de Moura und Rosângela Santos gewann sie die Bronzemedaille. Bei den Weltmeisterschaften 2009 in Berlin trat die Staffel, bis auf Rosângela Santos, die durch Vanda Gomes ersetzt wurde, erneut an und erreicht Platz fünf. Auch bei den Südamerikameisterschaften 2009 konnte sie erneut über 100 Meter (Bronze) und über 200 Meter (Silber) Medaillen gewinnen.
2012 und 2014 wurde Thaíssa Presti jeweils brasilianische Meisterin mit der 4-mal-100-Meter-Staffel.
Thaíssa Presti ist die Tochter des ehemaligen Fußballspielers José Sérgio Presti, genannt Zé Sérgio.